# The Phantom Surfers
The Phantom Surfers sind eine US-amerikanische Surf-Rock-Band und formierten sich Anfang 1988 mit der Besetzung Johnny Bartlett und Mel Bergman (Gitarre), Bassist Mike Lucas und Schlagzeuger Danny Seelig. Ursprünglich als Ersatz für ein abgesagtes Konzert an der University of California, Santa Cruz, gegründet, entwickelten sich die „Phantom Surfers“ schnell zu einem Indie Liebling, bekannt für ihr Mystery-Kitsch Image (Lone Ranger Masken) und genau einstudierte Bühnenchoreographien.

## Bandgeschichte
Gegründet in der San Francisco Bay Area um die beiden Gitarristen Johnny „Big Hand“ Bartlett und Mel „Frostbite“ Bergman, debütierten die Phantom Surfers 1991 mit der EP Banzai Washout veröffentlicht bei Estrus Recordings. Die Single Besame Mucho bei Standard Recordings von 1991 wurde 2000 auf dem Album A Decade of Quality Control 1988–1999 bei V8 Records und Secret Recipe erneut veröffentlicht.
Dem Debütalbum Eighteen Deadly Ones! auf Norton Records von 1992 folgten einige Singles, z. B. Unknown Museum Stomp auf Sympathy for the Record Industry, Bikini Drag bei Estrus Recordings oder Flutter Foot auf Drop-Out. Auch in den Jahren danach produzierten die Phantom Surfers einige Alben und Singles, u. a. mit Dick Dale und Davie Allan.
Das Album Phantom Surfers Play the Songs of the Big-Screen Spectaculars bei Estrus Recordings von 1993 mit Trent „Big Drag“ Ruane von The Mummies an der Gitarre, ist eine Kollektion von Surf Klassikern der 1960er Jahre.
Dem humorvollen Konzeptalbum Exciting Sounds of Model Road Racing auf Hobby Hut Recordings von 1995 folgten die Singles Survival of the Fattest mit dem Lied Fuck Surf Music auf Planet Pimp Records und Istanbul bei Lookout! Records 1996. Bei Crown Records wurde 1996 das Album Phantom Surfers with Dick Dale veröffentlicht.
Vor der Veröffentlichung des Albums The Great Surf Crash of '97 bei Lookout! Records von 1996 ersetzte Russell Quan (The Flakes) den Schlagzeuger Seelig (später bei The Hi-Fives) und Bartlett wurde durch den Gitarristen Maz Kattuah ersetzt.
Zusammen mit der Gitarrenlegende Davie Allan feierten die Phantom Surfers 1998 ihr zehnjähriges Bestehen mit der instrumentellen Rock-Oper Skaterhater (in Anlehnung an Noel Black's Kultfilm Skaterdater) bei Lookout! Records.
Das 2000er Album XXX Party bei Lookout! Records beinhaltete einige Beiträge der Comedylegenden Rudy Ray „Dolomite“ Moore and Clarence „Blowfly“ Reid.

## Diskografie

### Alben
- 1991: 18 Deadly Ones! (Norton Records)
- 1992: Play the Songs of the Big-Screen Spectaculars (Estrus Records)
- 1994: The Exciting Sounds of Model Road Racing (Hobby Hut Records)
- 1996: Phantom Surfers and Dick Dale (Crown Records)
- 1996: The Great Surf Crash of '97 (Lookout! Records)
- 1998: The Exciting Sounds of Model Road Racing (Lookout! Records)
- 1998: Skaterhater (Lookout! Records)
- 1999: XXX Party (Lookout! Records)
- 2000: A Decade of Quality Control 1988-1999 mit 3-D cover und Bandbiographie
- 2002: Go! The Phantom Surfers Race Against The Tormentos (mit The Tormentos, Scatter Records)
- 2012: Parrillada Con Amigos (mit The Beachbreakers, ATMC Records)

### Singles und EPs
- 1991: Orbitron (EP)
- 1991: Besame Mucho / Move It
- 1992: Unknown Museum Stomp / Andalusia
- 1992: Banzai Washout
- 1992: Bikini Drag / Bonus Track
- 1993: Flutter Foot / Playa Ratón
- 1995: Survival of The Fattest (EP)
- 1996: Istanbul / Tokyo Twist
- 2017: La Harmónica De Russell

### Beiträge auf Kompilationen
- 1988: Blood Orgy of the Leather Girls
- 1991: The Estrus Half-Rack
- 1991: Northwest Budget Rock Massacre
- 1992: Hell-Beach Party
- 1993: Ultra Punch Deluxe
- 1994: Turban Renewal: A Tribute to Sam The Sham & The Pharaohs
- 1995: Locked In to Surf Vol. 1
- 1994: Fuck You Spaceman!
- 1994: Surfin'/Rocket to Europe Tour 1994
- 1996: Locked In to Surf Part 1
- 1996: Heide Sez
- 1996: Cowabunga! Surf-Box
- 1997: Halloween Hootenanny
- 1997: You're Only as Good as the Last Thing You Did
- 1997: Surforama - Vol 1
- 1997: Surforama - Vol 2
- 1997: The Last Great Thing You Did
- 1998: Turn On, Tune In, Lookout VHS
- 1999: Forward Till Death
- 2000: Everybody's Surfing / Nobody's Surfing
- 2001: Continental Magazine #8 Sampler
- 2002: Greasy Kid Stuff
- 2003: The Necessary Effect, Screamers Songs Interpreted
- 2003: Go! The Phantom Surfers Race Against The Tormentos
- 2004: Instro-Mental Mania